# Sír József
Sir József (eredeti neve: Schier József) (Budapest, 1912. április 28. – 1996. szeptember 22.) magyar atléta, rövidtávfutó.

## Karrierje
1928-ban a BBTE versenyzője lett. 1932-ben lett először válogatott, majd 1940-ig még 12 alkalommal öltötte magára a címeres mezt; összesen 13 alkalommal volt tagja a magyar válogatottnak.
1934-ben érte el legnagyobb hazai és nemzetközi sikereit. Az 1934-es atlétikai Európa-bajnokságon három érmet nyert; két ezüstöt és egy bronzot. Ezüstérmet nyert 200 méteren a holland Chris Berger mögött 21,5-ös idővel. 100 méteren 10,7-et futott, és harmadik lett Chris Berger (10,6) és a német Erich Borchmeyer mögött. Harmadik érmét a 4 × 100 méteres váltóban nyerte a magyar csapattal, amelyet 41,4-es idővel futott.
Három aranyérmet nyert az 1935-ös Nemzetközi Egyetemi Játékokon Budapesten, 10,8-as, 21,6-os idővel 100 és 200 méteren, valamint 41,6-os idővel a magyar váltócsapattal. Az 1936. évi nyári olimpiai játékokon továbbjutott az elődöntőbe 100 méteren; de kiesett. 200 méteren a negyeddöntőig jutott, de a magyar váltócsapat nem jutott be a döntőbe.
Újabb négy érmet nyert a Nemzetközi Egyetemi Játékokon 1939-ben. Ebben az évben két találkozó volt: Monte-Carlo-ban és Bécsben. A bécsi találkozó résztvevője volt, ahol aranyérmet nyert 100 méteren (10,7), ezüstöt 200 méteren (21,9) és bronzot 4 × 100 méteres váltóban. Újabb bronz érmet nyert 10 × 200 méteres váltóban.
1934-ben, 1935-ben és 1939-ben mind 100, mind 200 méteren magyar bajnok volt. Ezenkívül 1939-ben 9,9-es idővel 100 yardon megnyerte az AAA Bajnokságot. Legjobb ideje 100 méteren 10,4 volt, amit Berlinben futott 1934. július 1-én; ez egy magyar rekord volt, amelyet három évtizeden keresztül nem tudtak megdönteni.
Az 1940-es években bekapcsolódott a Magyar Atlétikai Szövetség munkájába. 1951–1956 között az állami edzőséggel bízták meg. 1957-től a válogatott vezetőedzője volt. 1964–1984 között a Nemzetközi Atlétikai Szövetség tanácsának tagja volt. 1972-ben nyugdíjba vonult. 1975-ben megalapította a Fejlesztési Bizottságot, melynek vezetője és igazgatója volt. 1989-től a Magyar Atlétikai Szövetség tiszteletbeli elnöke volt.
Sírja a Farkasréti temetőben található (6/4-1-43/44).

## Verseny rekordok
| Magyarország | Magyarország     | Magyarország | Magyarország | Magyarország | Magyarország |
| ------------ | ---------------- | ------------ | ------------ | ------------ | ------------ |
| 1934         | Európa-bajnokság | Torino       | 3.           | 100 m        | 10,7         |
| 1934         | Európa-bajnokság | Torino       | 2.           | 200 m        | 21,5         |

## Díjai
- Magyar Atlétikáért arany fokozat (1979)